# Lei Acília Calpúrnia
A Lei Acília Calpúrnia (em latim: Lex Acilia Calpurnia) foi uma lei romana datada de 66 a.C. sob o consulado de Mânio Acílio Glabrião e Caio Calpúrnio Pisão, que multava os condenados por suborno e os inabilitava à perpetuidade para obter magistraturas e assistir ao senado; além disso, concedia prêmios aos delatores.